# Dennery (Sainte-Lucie)
Pour les articles homonymes, voir Dennery.
Dennery est un village de Sainte-Lucie, capitale du district de Dennery.

## Géographie
Situé au fond de la baie de Dennery, le village fait face à Dennery Island.

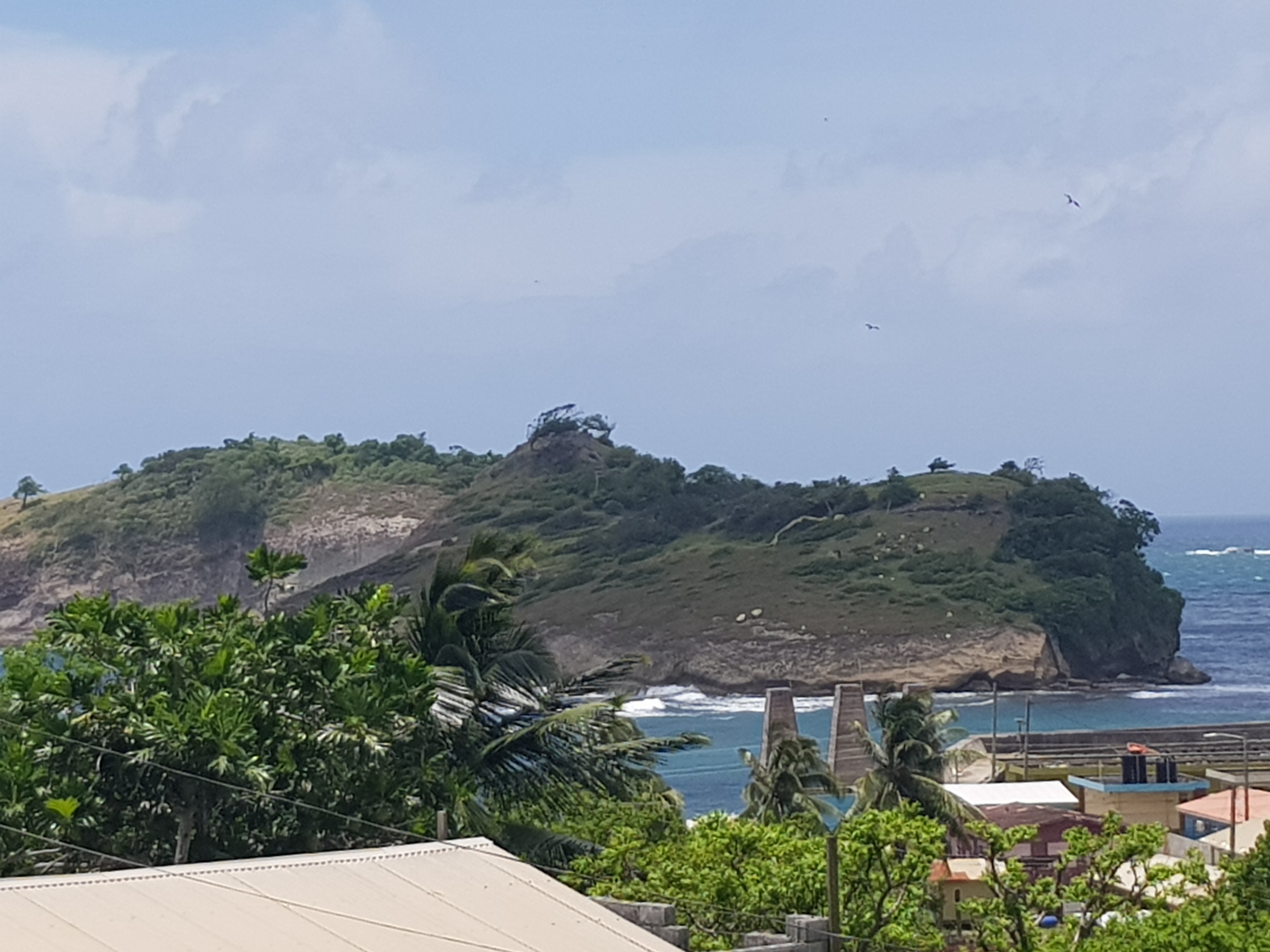
Dennery Island
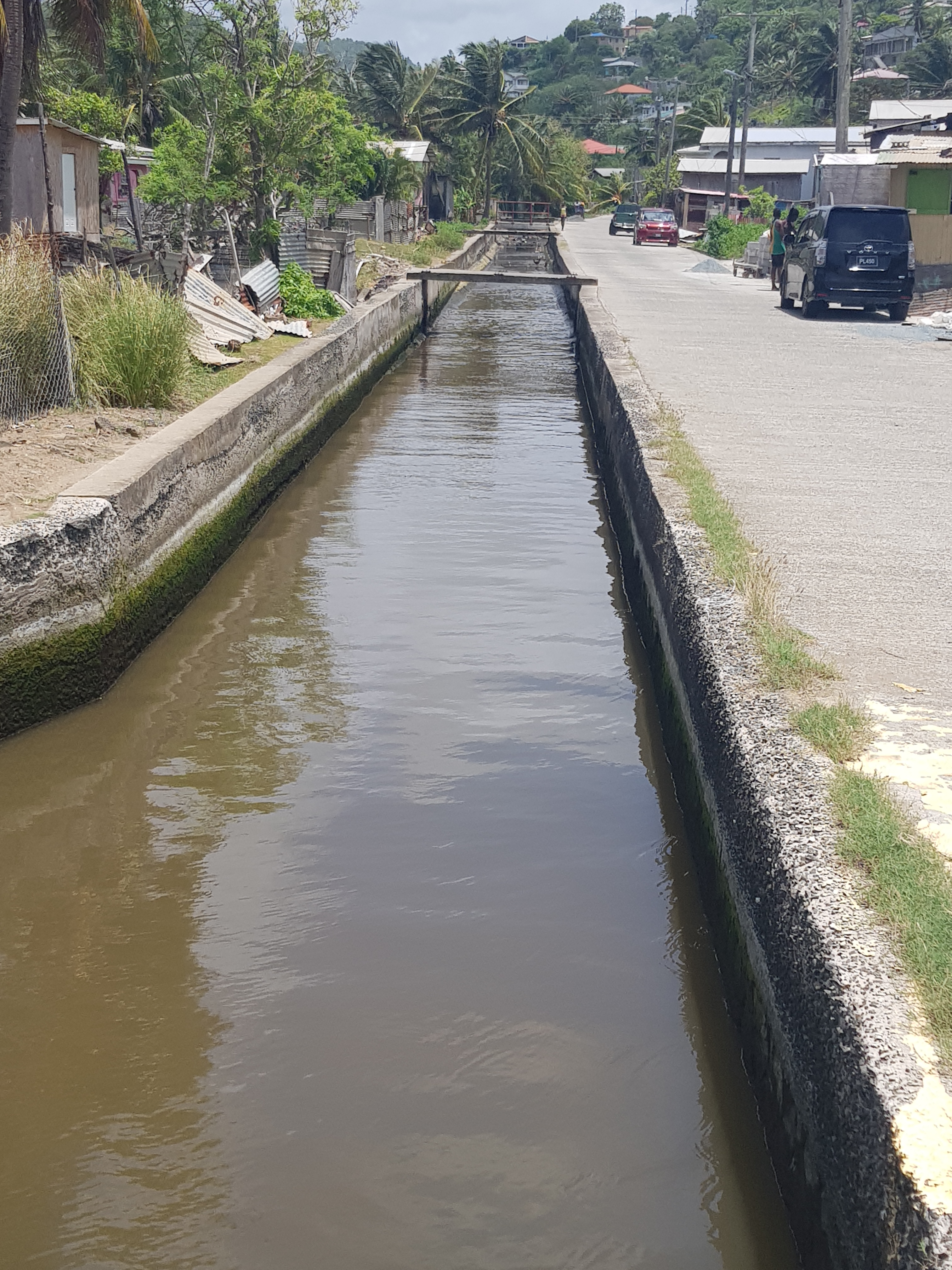
Canal de Dennery.
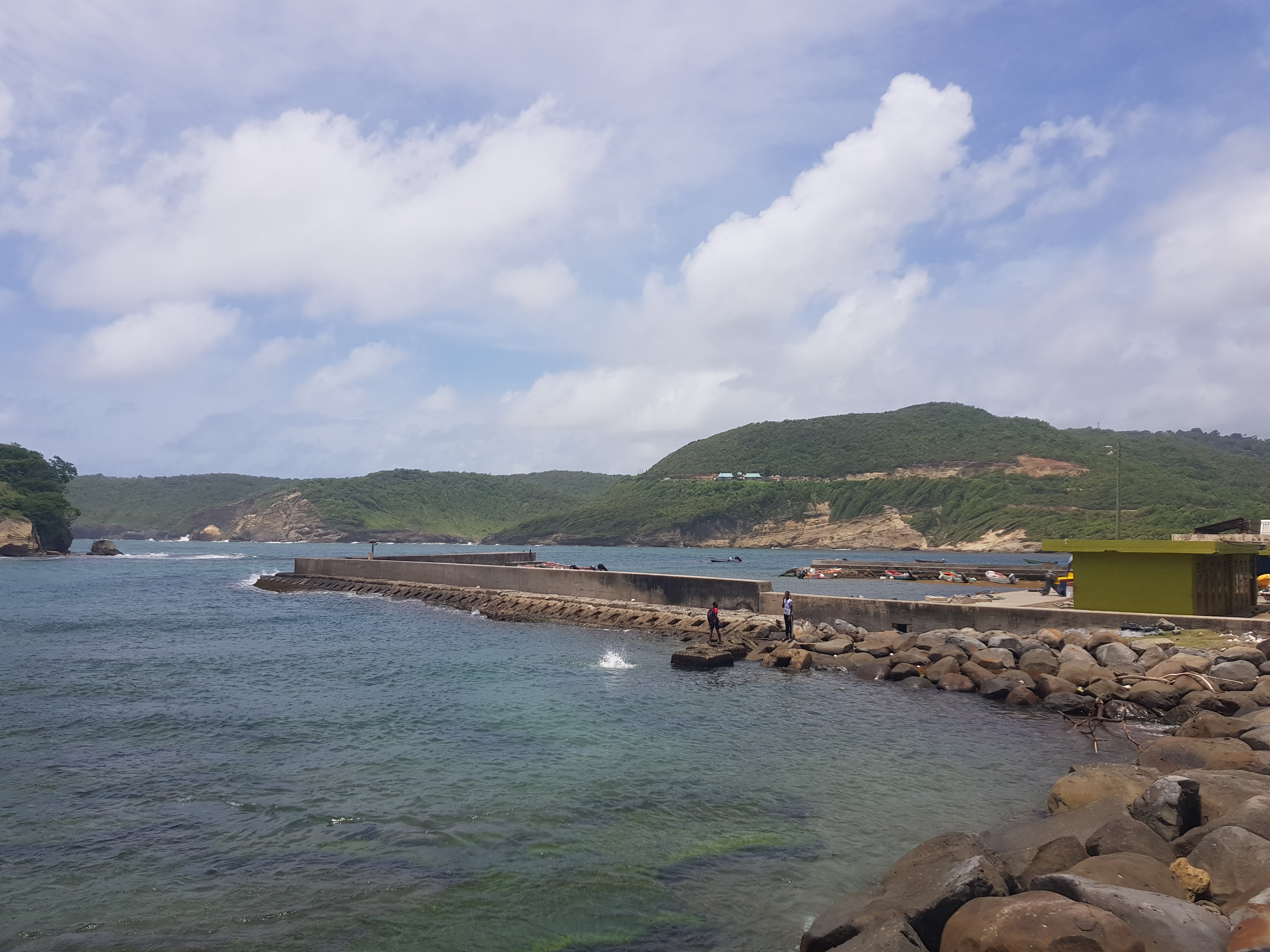
La jetée de Dennery.
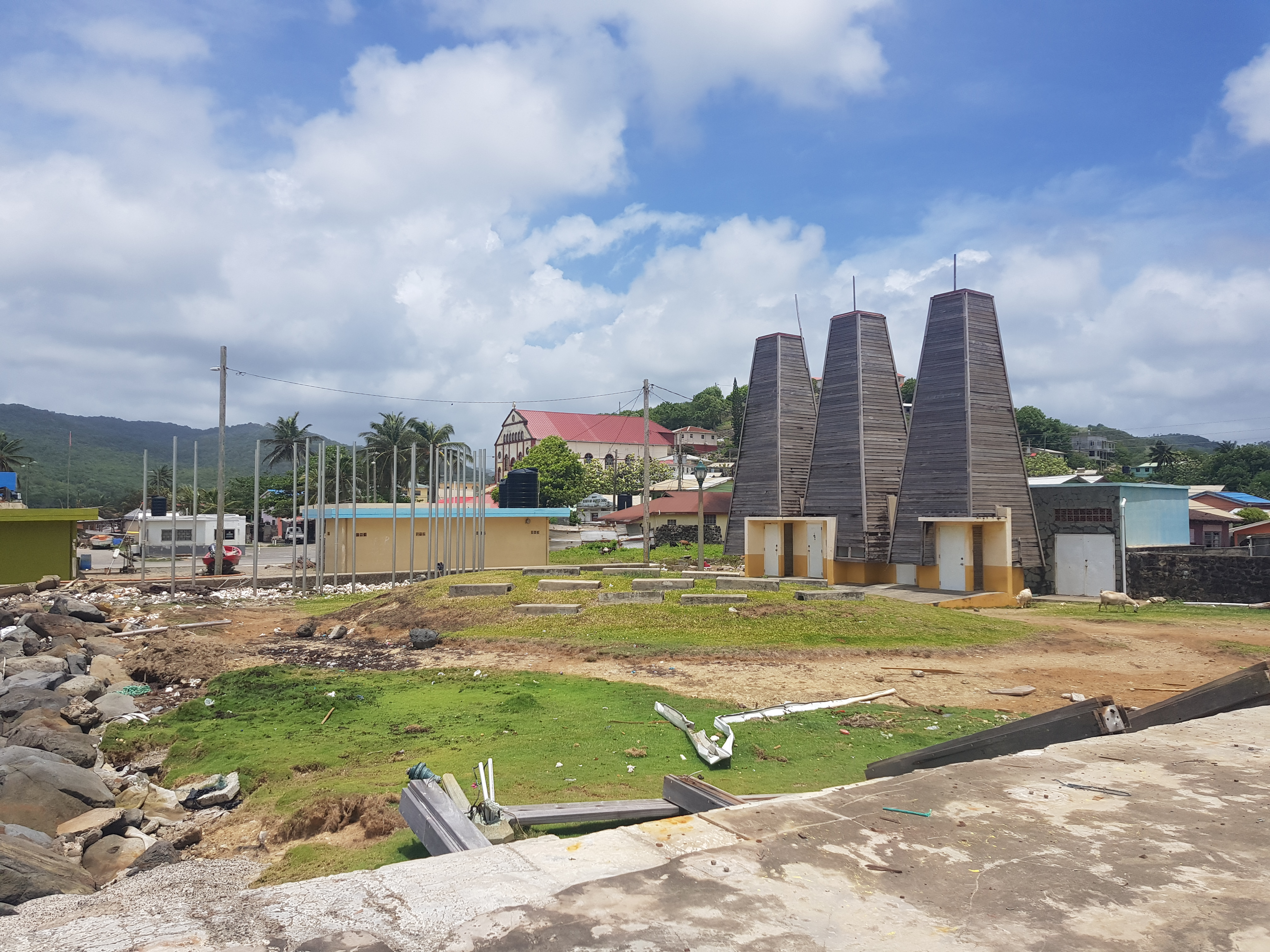
Port de Dennery.
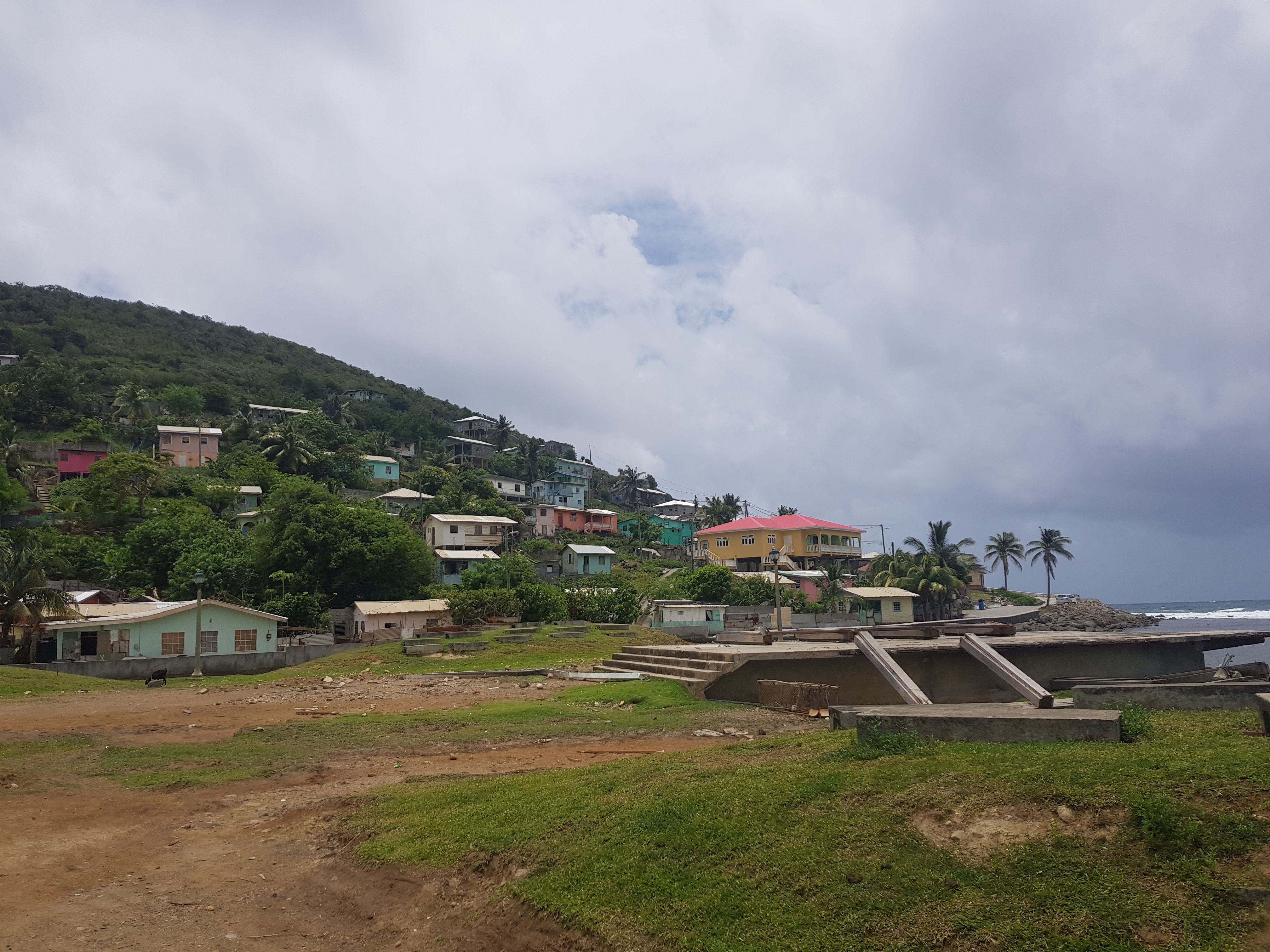
Ouest de Dennery.
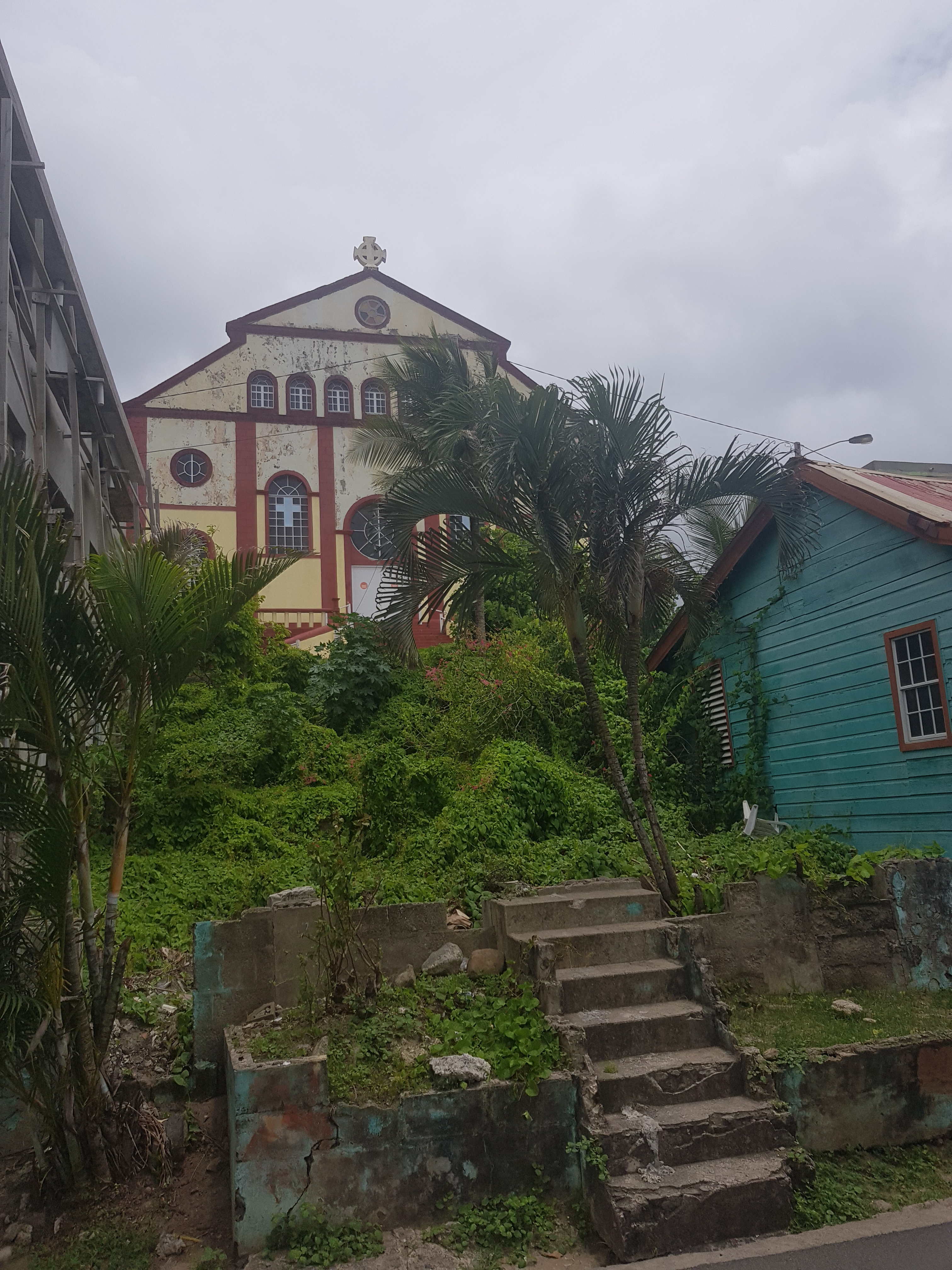
Église Saint-Pierre de Dennery.
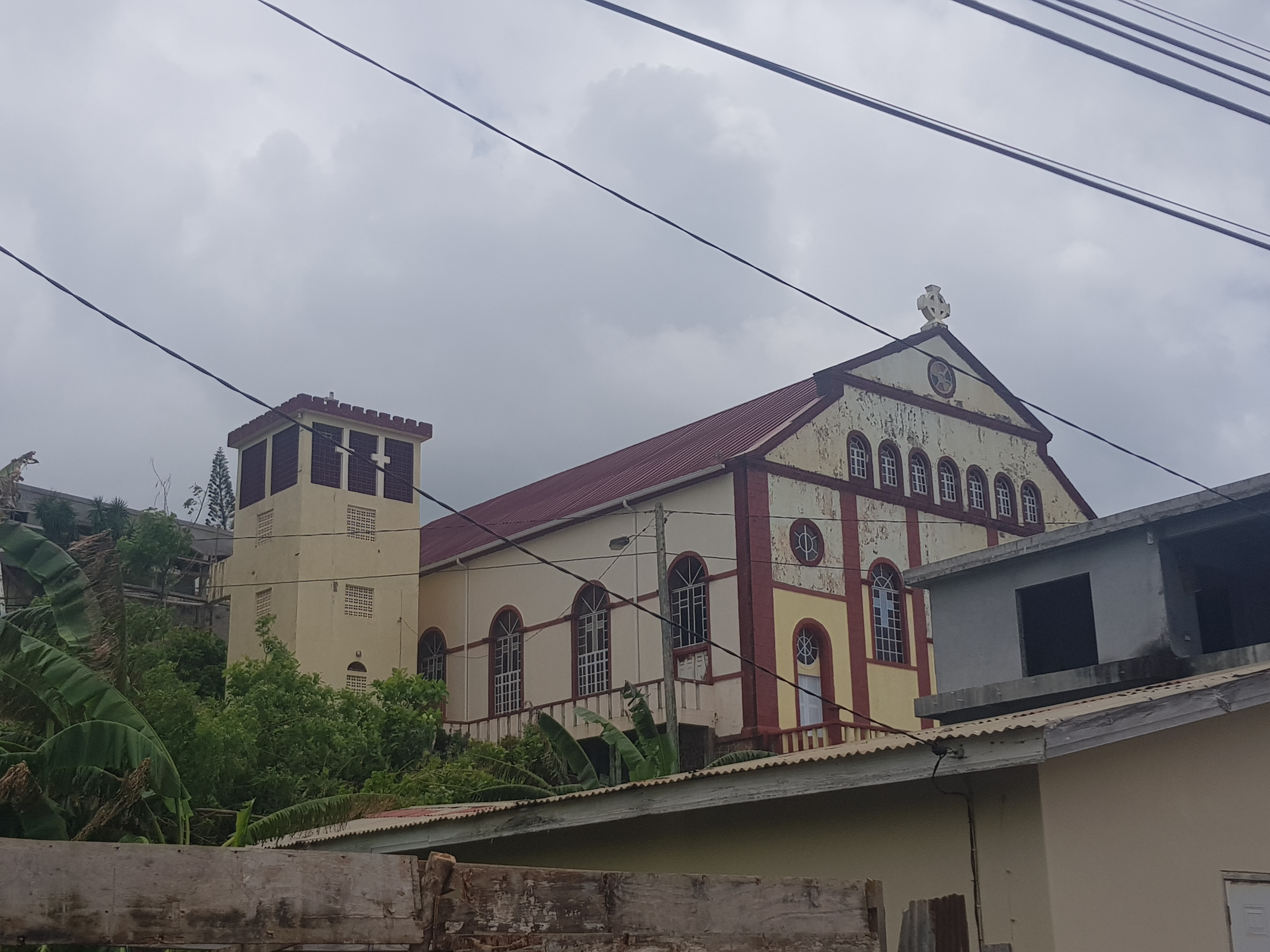
Église Saint-Pierre de Dennery.
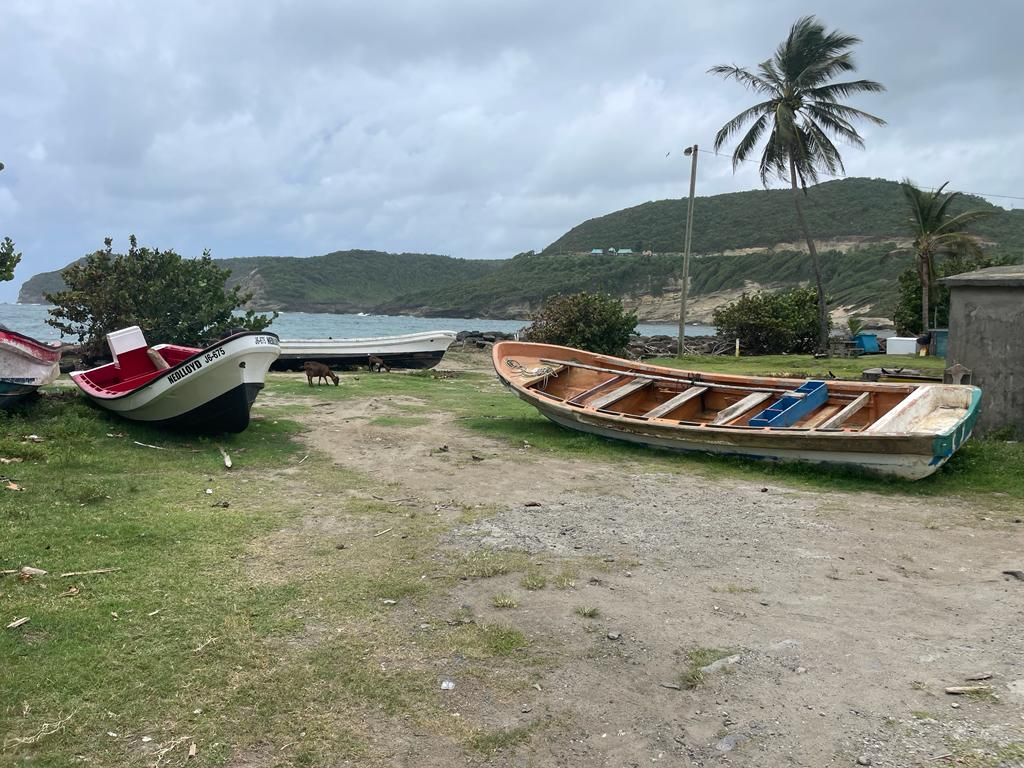
Côte de Dennery.